# Wilhelm Bachmann (Maler)
Wilhelm Bachmann (* 23. November 1904 in Altenburg; † 1972 ebenda) war ein deutscher Landschaftsmaler, Holzschnitzer und Kunsthandwerker. 

## Leben und Werk
Der Vater von Wilhelm Bachmann war Richard Bachmann, Oberlehrer in Altenburg. Wilhelm Bachmann hatte mehrere Geschwister, er war verheiratet.
Er begann seine Studien unter Anleitung von Ernst Müller-Gräfe in Altenburg gemeinsam mit dem späteren Maler und Grafiker Heinrich Burkhardt. Für Bachmann schloss sich 1925/26 ein Studium bei Bruno Héroux in Leipzig an.
Schwerpunkt des Schaffens waren zunächst Landschaftsbilder in Öl mit Motiven aus dem Altenburger Umland.
Darüber hinaus war er als Holzbildhauer tätig. Verwiesen wird auf figürliche Schnitzereien für Wand- und Kronleuchter. Die großen gedrechselten Kerzenhalter in der Trauerhalle der Kirche von Windischleuba gelten als eine Besonderheit der Ausstattung; sie wurden von Wilhelm Bachmann angefertigt, dessen Gattin aus Borgishain stammte. Die Inschrift auf den Füßen der Ständer lautet „Unseren Eltern Elsa und Oskar Schmidt zum Gedächtnis Gerda und Dr. Egon Bachmann und Johanna und Wilhelm Bachmann“. In den Kerzenhaltern sind eine betende Frau und ein betender Mann eingeschnitzt, an der Wand befinden sich zwei geschnitzte Leuchter mit dem A und Ω.
Aus gesundheitlichen Gründen und aus Sehnsucht nach der Weite von Wasser und Himmel verbrachte Wilhelm Bachmann die Sommerzeiten im Ostseebad Prerow. Hier entstanden alljährlich zahlreiche Ölgemälde und Aquarelle, die teilweise im Staatlichen Lindenau-Museum ausgestellt wurden. Darüber hinaus sind Schnitzarbeiten für die Wegweiser im Ostseebad Prerow bekannt.
Wilhelm Bachmann war weitgehend Autodidakt und seine Arbeiten galten als Kunstgewerbe. Beides spielte sicherlich eine wesentliche Rolle, ihn vom Verband Bildender Künstler der DDR (VBK) ausgeschlossen zu halten, obwohl er in Erich Dietz (1903–1990) und Heinz Olbrich (1914–2009) Fürsprecher hatte.
Im Bestand des Staatlichen Lindenau-Museum Altenburg befindet sich das Gemälde „Morgen am Stausee Windischleuba“, das im Jahre 1953 vom damaligen Direktor Hans Conon von der Gabelentz durch Ankauf in die Sammlung aufgenommen wurde. Das Werk muss unmittelbar zuvor entstanden sein, der Bau der Talsperre war von 1951 bis 1953 erfolgt.
Der Verbleib eines Gemäldes „Die Kostitzer Mühle“ (Kostitz, Starkenberg) ist nicht bekannt. Bei einem Brand im Atelier- und Wohnhaus in der Langengasse sind Werke verloren gegangen. Die erhaltenen Werke aus dem Nachlass sind im Privatbesitz.

## Beteiligung an Ausstellungen
- 1946: Staatliches Lindenau-Museum Altenburg[2]
- Landesausstellung Erfurt
- 1953: Bezirkskunstausstellung Leipzig
- 1954: Altenburg/Thür., Lindenau-Museum („100 Jahre Staatliches Lindenau-Museum“)